# Gare de Trilport
Gare de Trilport vasútállomás Franciaországban, Trilport településen.

## Vasútvonalak
Az állomást az alábbi vasútvonalak érintik:
- Noisy-le-Sec-Strasbourg-Ville-vasútvonal
- Trilport-Bazoches-vasútvonal

## Kapcsolódó állomások
A vasútállomáshoz az alábbi állomások vannak a legközelebb:
- Gare de Meaux (Paris Gare de l’Est, Line P)
- Gare d’Isles - Armentières - Congis (Gare de La Ferté-Milon, Line P)
- Gare de Changis - Saint-Jean (Gare de Château-Thierry, Line P)